# Saponaria
Saponaria је род који садржи око 20 врста вишегодишњих зељастих биљака из породице каранфила (Caryophyllaceae), које самоникло расту у Европи и југозападној Азији. Најпознатија врста овог рода је сапуњача (S. officinalis). 
Биљке су високе од 10 до 60 cm, са наспрамним седећим листовима дугим до 6 cm. Цветови су груписани у збијене дихазијуме,белих, жутих или роѕе круничних листића.
Врсте овог рода се разликује од врста сродних родова Lychnis и Silene по броју стубића (2). 

## Употреба
Корен неких врста (S. officinalis на пример) садржи сапонине, па се од давнина користи као средство за прање или у лековите сврхе за избацивање слузи.
Сапуњаче се понекад употребљавају и у припреми ћетен алве.